# Lophodermium kumaunicum
Lophodermium kumaunicum är en svampart som beskrevs av Minter & M.P. Sharma 1982. Lophodermium kumaunicum ingår i släktet Lophodermium och familjen Rhytismataceae.   Inga underarter finns listade i Catalogue of Life.